# A tutto gas (film 1968)
A tutto gas (Speedway) è un film del 1968 diretto dal regista Norman Taurog con protagonista Elvis Presley.

## Trama
Steve Grayson è un pilota di auto da corsa di successo, ma ha dei problemi con il fisco per delle tasse arretrate non pagate.
La bella Susan Jacks è incaricata dall'ufficio delle tasse di tenerlo d'occhio. Tra una corsa e un battibecco, i due finiranno inevitabilmente per innamorarsi l'uno dell'altra.

## Colonna sonora
I brani del film: Speedway; Let Yourself Go; Your Groovy Self (cantato da Nancy Sinatra); Your Time Hasn't Come Yet, Baby; He's Your Uncle, Not Your Dad; Who Are You (Who Am I?); There Ain't Nothing Like a Song (cantato con Nancy Sinatra).
Vennero pubblicati all'epoca sull'LP Speedway (LPM/LSP 3998), completato con altri cinque brani non dal film: Five Sleepy Heads, Western Union, Mine, Goin' Home e Suppose.
Nel 2016 venne ristampato su CD (serie Follow That Dream) con l'aggiunta di numerose versioni alternative.